# 9999
9999(구천구백구십구)는 9998보다 크고 10000보다 작은 자연수다.

## 수학
- 가장 큰 네 자리 수이자, 가장 큰 네 자리 회문수다.
- 합성수로, 그 약수는 총 12개다. (1, 3, 9, 11, 33, 99, 101, 303, 909, 1111, 3333, 9999)
  - 9999의 진약수의 합은 5913이므로, 9999는 부족수다.
- 17번째 카프리카 수다. 앞의 카프리카 수는 7777, 다음은 17344다.

{\displaystyle 9999^{2}=99980001}이며, {\displaystyle 9998+1=9999}이므로 9999는 카프리카 수다.
- {\displaystyle 9999=99\times 101}
  - 연속하는 두 홀수의 곱으로 나타낼 수 있으며, 이 성질을 지닌 앞의 수는 9603, 다음 수는 10403이다.
- {\displaystyle 9999=10^{4}-1}

## 과학
- 9999 와일스(영어판): 지름 7km 짜리 소행성.

## 작품
- 《9999(영어판, 일본어판)》: 일본의 록 밴드 THE YELLOW MONKEY의 정규 음반. 2019년 4월 17일 출시.

## 기타
- 연도: 9999년, 기원전 9999년
  - 10000년 문제: 9999년에서 10000년으로 넘어갈 때 생기는 컴퓨터 관련 문제.

## 같이 보기
- 9000